# Zygmunt Kalinowski
Zygmunt Kalinowski (Laski, 2 maggio 1949) è un ex calciatore polacco, di ruolo portiere.

## Carriera
Con la nazionale polacca ha preso parte ai Mondiali 1974, chiusi al terzo posto.

## Palmarès

### Club

#### Competizioni nazionali
- Campionato polacco: 3

Legia Varsavia: 1968-1969, 1969-1970
Śląsk Wrocław: 1976-1977
- Coppa di Polonia: 1

Śląsk Wrocław: 1975-1976

#### Competizioni internazionali
- Coppa Piano Karl Rappan: 1

Legia Varsavia: 1968